# Adam Tomasiak
Adam Tomasiak   (Biesal, 15 de febrer de 1953) és un remer polonès, ja retirat, que va competir durant les dècades de 1970 i 1980.
El 1976 va prendre part en els Jocs Olímpics d'Estiu de Mont-real, on fou vuitè en la prova del quatre amb timoner. Quatre anys més tard, als Jocs de Moscou, disputà dues proves del programa de rem. Guanyà la medalla de bronze en la prova del quatre amb timoner, formant equip amb Grzegorz Stellak, Grzegorz Nowak, Ryszard Stadniuk i Ryszard Kubiak, mentre en el vuit amb timoner fou novè.
En el seu palmarès també destaca una medalla de bronze al Campionat del Món de rem de 1978, i nou campionats nacionals en el dos, quatre i vuit amb timoner entre 1974 i 1983.